# 綾木村
綾木村（あやぎそん）は、山口県美祢郡にあった村。現在の美祢市美東町綾木にあたる。

## 地理
- 山岳 ： 鼓ヶ岳、丸岳、西鳳翩山、矢櫃山、三頭山
- 河川 ： 大田川

## 歴史
- 1889年（明治22年）4月1日 - 町村制の施行により、近世以来の綾木村が単独で自治体を形成。
- 1954年（昭和29年）10月1日 - 大田町・真長田村・赤郷村と合併して美東町が発足。同日綾木村廃止。

## 交通

### 道路
- 有料道路
  - 小郡萩道路（綾木村当時は未開通）
- 一般国道
  - 国道435号
  - 国道490号
- 主要地方道
  - 山口県道28号小郡三隅線
  - 山口県道30号小野田美東線
- 一般県道
  - 山口県道240号湯ノ口美祢線
  - 山口県道309号佐々並町絵美東線